# تئاهوپوئو
تئاهوپوئو (انگلیسی: Teahupoʻo) (تلفظ در تاهیتیایی: [te.a.hu.ˈpo.ʔo])  یک روستا در ساحل جنوب شرقی جزیره تاهیتی در پلی‌نزی فرانسه است. این منطقه بخشی از قلمرو فرادریایی فرانسه در اقیانوس آرام جنوبی است. این شهر به دلیل موج‌سواری بزرگ و مداومی که در ساحل آن انجام می‌شود و در پی آن مسابقات بین‌المللی موج‌سواری در آن برگزار می‌شود، شناخته شده است.

## روستا
روستای تئاهوپوئو جمعیتی حدود ۱۵۰۰ نفر دارد. این روستا یک جاده دارد که آن هم یک طرفه است. جمعیت این روستا به طور قابل توجهی تحت تأثیر رادیواکتیو تولید شده در پی آزمایش بمب هسته‌ای ۱۹۷۴ توسط فرانسه قرار گرفته است.

## تاریخچه موج‌سواری

### مصدومیت‌ها و مرگ
نام این جزیره، تِئاهوپوئو در انگلیسی به بریدن سر و محلی برای جمجه‌ها معنی می‌شود، که اشاره به نبردی دارد که در نزدیکی دهکده رخ داده است و نه به امواج.
به دلیل ترکیبی از امواج بسیار بزرگ با صخره‌های بسیار کم عمق، نام این جزیره در لیست "مرگبارترین" و "سنگین‌ترین" امواج قرار دارد.
موج سوار اهل تاهیتی، بریس تائرآ در سال ۲۰۰۰ در این جزیره کشته شد. او تلاش کرد بر روی یک موج خطرناک ۱۲ فوتی (۳.۷ متری) موج‌سواری کند اما از روی موج پرتاب شد و بر روی صخره فرود آمد. او از آب خارج شد اما به دلیل شکستگی دو مهره گردن و قطع نخاع در بیمارستان درگذشت.

## ورزشگاه المپیک

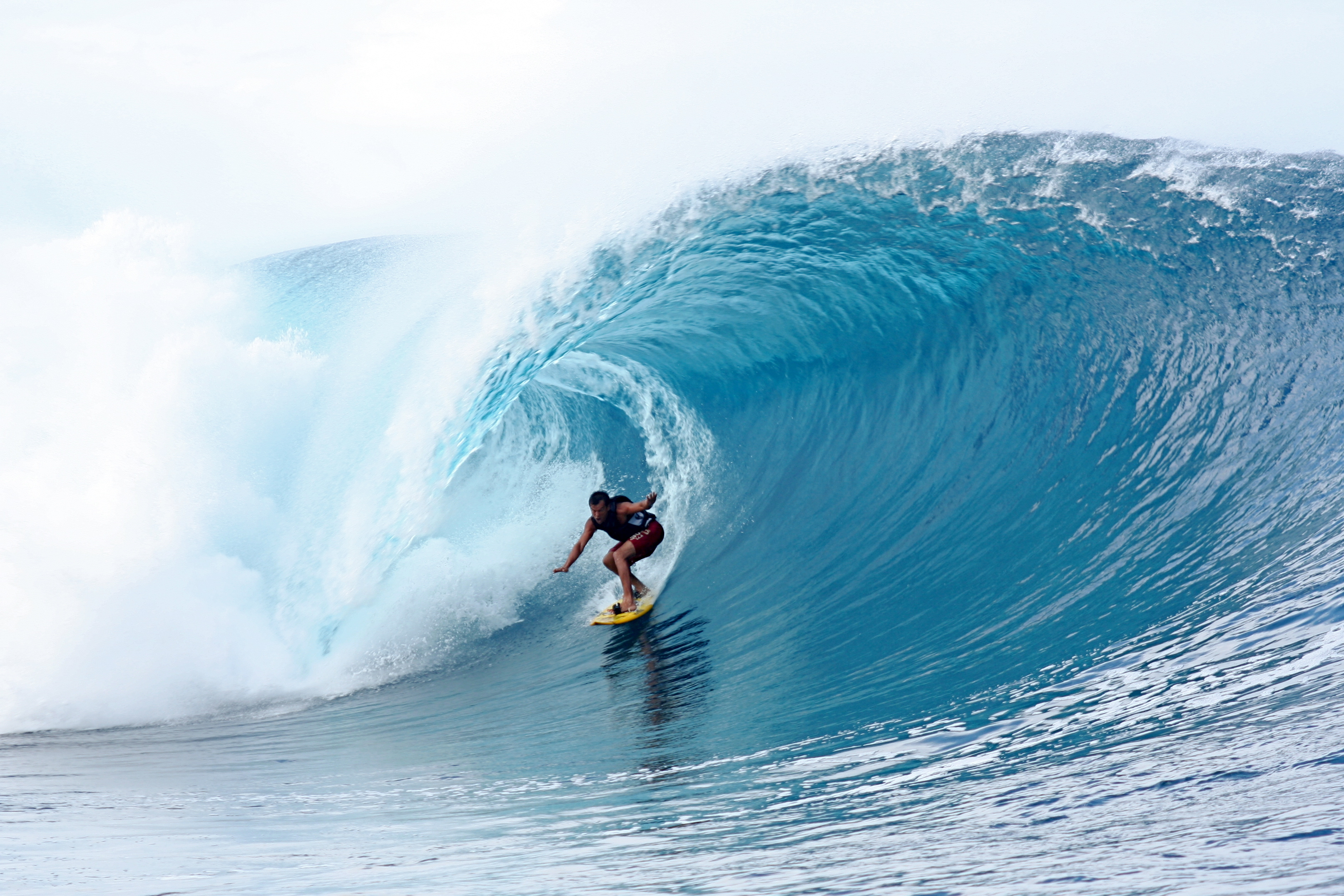
یک قایق سوار مشغول موج سواری در روستای تئاهوپوئو

این منطقه میزبان موج‌سواری در المپیک تابستانی ۲۰۲۴ بود که به صورت رسمی در پاریس میزبانی می‌شد.
ورزشگاه این منطقه تا پاریس ۹٬۸۰۰ مایل (۱۵٬۸۰۰ کیلومتر) فاصله داشت، که دورترین فاصله بین ورزشگاه المپیک و شهر میزبان بود. این انتخاب در راستای اهداف کمیته بین‌المللی المپیک برای کاهش هزینه‌های ساخت و ساز با اجازه استفاده از مکان‌های موجود بود، اما هزینه‌های سفر و انتشار گازهای گلخانه‌ای را افزایش داد.
آیین گشایس مجزایی برگزار شد.
پیشتر بیشترین فاصله میان محل برگزاری رقابت‌ها و شهر میزبان، ۹٬۷۰۰ مایل (۱۵٬۶۰۰ کیلومتر) بود که در ملبون ۱۹۵۶، رویداد سوارکاری در استکهلم برگزار شد.